# 北海道道470号更別停車場線
北海道道470号更別停車場線（ほっかいどうどう470ごう さらべつていしゃじょうせん）は、北海道河西郡更別村を結ぶ一般道道である。

## 概要

### 路線データ
- 起点：北海道河西郡更別村更別（旧国鉄 広尾線 更別駅跡）
- 終点：北海道河西郡更別村更別（国道236号交点）
- 総距離：0.8 km

## 歴史
- 1963年（昭和38年）10月23日 - 路線認定[1]。

## 路線状況

### 重複区間
更別村
- 更別 - 更別（北海道道472号更南更別停車場線）
- 更別南 - 更別（北海道道716号駒畠更別線）

## 地理

### 通過する自治体
- 十勝総合振興局
  - 十勝郡更別村

### 主な接続道路
更別村
- 北海道道472号更南更別停車場線 - 更別（重複）
- 北海道道716号駒畠更別線 - 更別南、更別（重複）
- 国道236号 - 更別（終点）